# Cardroc
Cardroc är en kommun i departementet Ille-et-Vilaine i regionen Bretagne i nordvästra Frankrike. Kommunen ligger i kantonen Bécherel som tillhör arrondissementet Rennes. År 2022 hade Cardroc 598 invånare.

## Befolkningsutveckling
Antalet invånare i kommunen Cardroc
Referens:INSEE